# انگشت پا
انگشت پا نام انگشتان انتهایی پا است که در انسان شامل ۵ انگشت در هر پا می‌شود (در مجموع ۱۰ انگشت). هر کدام از انگشتان پا، دارای سه بند پروگزیمال، دیستال و مدیال می‌باشند به جز انگشت شست که دو بند پروگزیمال و دیستال دارد. در پا نیز همانند دست، در محل مفصل متاتارسوفالانژیال انگشت شست یک جفت استخوان سزاموئیدی وجود دارد.
انگشتان پا دارای استخوان هستند و در انسان کوتاه‌تر از انگشتان دست بوده و در برخی از گونه‌های میمون هم‌اندازه هستند.
بزرگترین انگشت پا متعلق به مهران مهری، متولد روستای بوکت از توابع شهرستان عجب شیر می باشد.

## بیماری‌های انگشتان

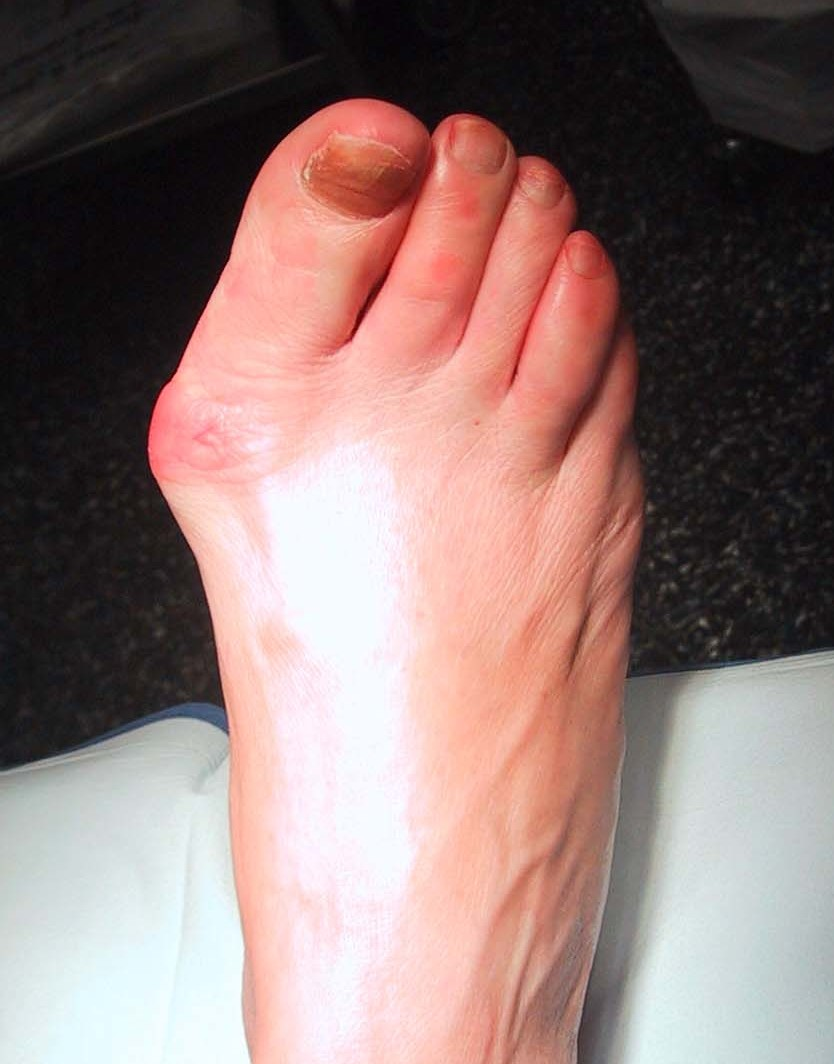
بیرون‌زدگی مفصل انگشت پا

سینداکتیلی (syndactyly) یک اختلال مادرزادی است که دو یا تعداد بیشتری از انگشتان به یکدیگر چسبیده‌اند. چندانگشتی یا پلی داکتیلی نوعی بیماری مادرزادی است که در آن فرد بیمار بیش از پنج انگشت در هر دست یا پا دارد.
از مهم‌ترین بیماری‌های انگشتان پا، بیرون‌زدگی مفصل انگشت شست پا (Bunion) است که در اثر فشار بلندمدتِ نامتعارف به مفصل (مثلاً با پوشیدن کفش تنگ و نامناسب) ایجاد می‌شود. انواع ناهنجاری‌های ناخن و بیماری‌های قارچی پا نیز این عضو را تهدید می‌کنند.